# عملکرد کوانتومی
عملکرد کوانتومی (Φ) یک فرایند ناشی از پرتو-القایی است و به تعداد دفعاتی گفته می‌شود که یک رویداد خاص در هر فوتون جذب شده توسط سیستم رخ می دهد. 
عملکرد کوانتومی برای تجزیه یک مولکول واکنش دهنده در واکنش تجزیه شیمیایی به شرح زیر است: 
{\displaystyle \Phi ={\frac {\rm {\#\ molecules\ decomposed}}{\rm {\#\ photons\ absorbed}}}}
عملکرد کوانتومی را می توان برای سایر رویدادها ، مانند فلورسانس نیز تعریف کرد: 
{\displaystyle \Phi ={\frac {\rm {\#\ photons\ emitted}}{\rm {\#\ photons\ absorbed}}}}
در اینجا ، عملکرد کوانتومی بازده انتشار یک فلوئرسازه معین است. 

## مثال ها
عملکرد کوانتومی در مدل سازی فتوسنتز استفاده می شود: 
{\displaystyle \Phi ={\frac {\rm {\mu mol\ CO_{2}\ fixed}}{\rm {\mu mol\ photons\ absorbed}}}}
در یک فرایند نورکاهی شیمیایی ، هنگامی که یک مولکول پس از جذب یک کوانتوم سبک از هم جدا شود ، عملکرد کوانتومی تعداد مولکولهای تخریب شده تقسیم بر تعداد فوتونهای جذب شده توسط سیستم است. از آنجا که همه فوتون ها به طور مولد جذب نمی‌شوند ، عملکرد کوانتومی معمولی کمتر از 1 خواهد بود. 
بازده کوانتومی بیشتر از 1 برای واکنشهای زنجیره ای ناشی از نورالقایی یا نورتابی ناشی از واکنش زنجیره‌ای ممکن می شود ، که در آن یک فوتون واحد ممکن است باعث ایجاد زنجیره ای طولانی از تحولات شود . یکی از نمونه های واکنش هیدروژن با کلر است، که در آن به بسیاری از 106 مولکول کلرید هیدروژن می تواند با جذب هر کوانتوم نور آبی تشکیل شود. 
در طیف سنجی نوری ، بازده کوانتومی این احتمال وجود دارد که یک حالت کوانتومی معین از سیستم اولیه که در حالت کوانتومی دیگر تهیه شده است تشکیل شود. به عنوان مثال ، عملکرد کوانتومی انتقال تک به سه گانه ، کسری از مولکول ها است که پس از نورگسیلش در حالت مجرد ، به حالت سه گانه میروند. 
عملکرد کوانتومی فلورسانس به عنوان نسبت تعداد فوتونهای ساطع شده به تعداد فوتونهای جذب شده تعریف می شود.  به طور تجربی ، عملکرد کوانتومی فلورسانس نسبی را می توان با اندازه گیری فلورسانس یک فلوروفور با عملکرد کوانتومی شناخته شده با همان پارامترهای آزمایشی ( طول موج تحریک ، عرض شکاف ، ولتاژ تقویت نوری و غیره) به عنوان ماده مورد نظر تعیین کرد. عملکرد کوانتومی سپس توسط: 
{\displaystyle \Phi =\Phi _{\mathrm {R} }\times {\frac {\mathit {Int}}{{\mathit {Int}}_{\mathrm {R} }}}{\frac {1-10^{-A_{\mathrm {R} }}}{1-10^{-A}}}{\frac {{n}^{2}}{{n_{\mathrm {R} }}^{2}}}}
 جایی که {\displaystyle \Phi } بازده کوانتومی است ، Intمساحت زیر اوج انتشار (در مقیاس طول موج) است ، A جذبگری (همچنین به آن "تراکم نوری" نیز گفته می شود) و n ضریب شکست حلال است . زیروند R مقادیر مربوط به ماده مرجع را نشان می دهد.  